# Pavel Bajnov
Pavel Bajnov (Russisch: Павел Байнов, 13 januari 1983) is een Russisch voormalig langebaanschaatser.
Op het NK allround van 2011 werd hij in december 2010 tweede achter Ivan Skobrev, dit was zijn enige podiumplaats bij deze kampioenschappen. Hierna volgde zijn debuut op het EK allround waar hij negende werd. Hij werd ook aangewezen voor deelname aan het wereldkampioenschap allround 2011 in Calgary, Canada. Ondanks drie persoonlijke records wist hij zich niet voor de vierde afstand te kwalificeren. Hij werd 19e in het eindklassement. Bij de EK allround van 2012 werd hij 27e.
Niet lang na zijn debuut op het EK allround debuteerde hij ook in de wereldbeker, dit was de wedstrijd in Moskou in zijn vaderland. In 2016 beëindigde hij zijn actieve loopbaan.

## Persoonlijke records
| Afstand      | Tijd     | Datum             | Baan           |
| ------------ | -------- | ----------------- | -------------- |
| 500 meter    | 36,55    | 12 februari 2011  | Calgary        |
| 1000 meter   | 1.12,57  | 19 november 2010  | Tsjeljabinsk   |
| 1500 meter   | 1.46,19  | 18 februari 2011  | Salt Lake City |
| 3000 meter   | 3.54,25  | 24 september 2011 | Salt Lake City |
| 5000 meter   | 6.35,66  | 12 februari 2011  | Calgary        |
| 10.000 meter | 13.40,61 | 19 februari 2011  | Salt Lake City |

## Resultaten
| Jaar | EK allround         | WK allround          | WK afstanden               | Wereldbeker          | WK Junioren                            |
| ---- | ------------------- | -------------------- | -------------------------- | -------------------- | -------------------------------------- |
| 2002 |                     |                      |                            |                      | NC29 (32, 26, 33, -) 11e achtervolging |
|      |                     |                      |                            |                      |                                        |
| 2011 | 9e (6, 15, 7, 9)    | NC19 (14, 21, 21, -) | 20e 1500m 6e achtervolging | 22e 1500m 45e 5k/10k |                                        |
| 2012 | NC27 (16, 28, -, -) |                      |                            | 43e 1500m 00p 5k/10k |                                        |

NC# = niet gekwalificeerd voor de (op een na) laatste afstand, maar wel als # geklasseerd in de eindrangschikking
(#, #, #, #) = afstandspositie op allroundtoernooi (500m, 5000m, 1500m, 10.000m).
0p = wel deelgenomen, maar geen punten behaald.